# Маргейт
Маргейт (на английски: Margate) е морски курортен град в Англия. Разположен е в област Танът в източната част на графство Кент. Намира се на 61,3 km североизточно от град Мейдстоун, който е административен център на графството. Има население от около 57 000 души.